# Data di morte di Gesù

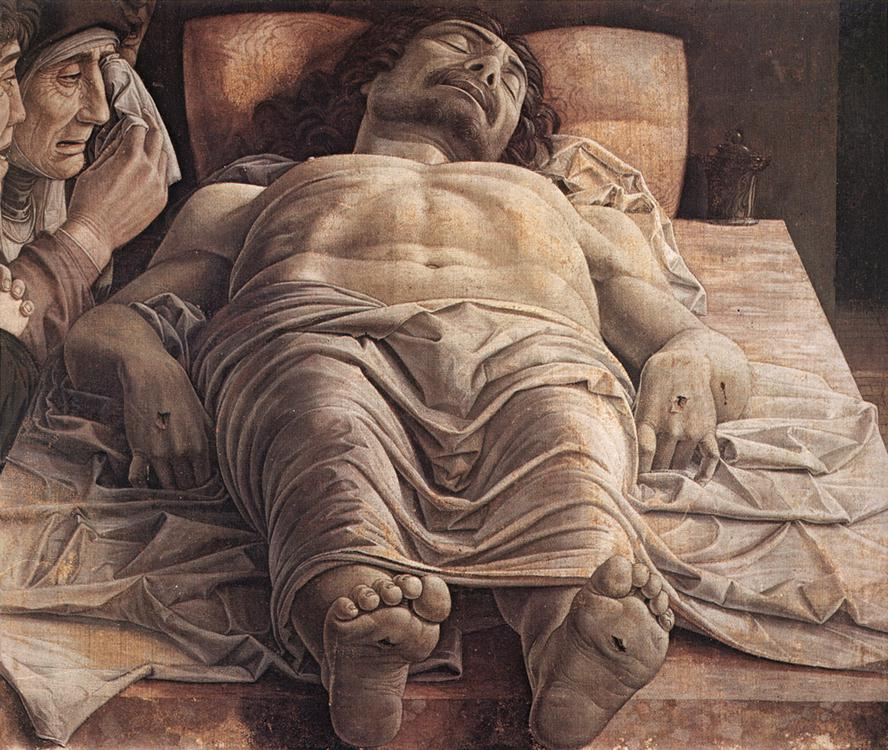
Il Cristo morto e tre dolenti di Andrea Mantegna, 1480-1490 ca., tempera su tela, Milano, Pinacoteca di Brera.

La data di morte di Gesù non è determinabile con precisione, in quanto le indicazioni presenti nei documenti a disposizione, a partire dai Vangeli, non sono sufficienti.
I quattro evangelisti concordano nel dire che Gesù morì di venerdì durante le festività collegate alla Pasqua ebraica (Pesach), ma mentre i vangeli sinottici affermano che Gesù morì il giorno di Pesach (15 Nisan), il Vangelo secondo Giovanni colloca la morte di Gesù al giorno precedente, il giorno di preparazione alla Pasqua (14 Nisan). Inoltre gli evangelisti non indicano l'anno. Anche in merito all'ora in cui Gesù venne crocifisso, il Vangelo di Giovanni si discosta dal sinottico Marco: infatti secondo il Vangelo di Marco la crocifissione fu alle 9 di mattina, mentre invece, secondo quello di Giovanni, avvenne successivamente al mezzogiorno, ovvero oltre tre ore dopo.
Tra le possibili date proposte dai biblisti le più citate sono il 7 aprile 30, il 27 aprile 31, o il 3 aprile 33; in particolare, se si accettano le indicazioni di Giovanni, tra queste sembra doversi scegliere la terza.
Tutti e quattro i vangeli, infatti, sono concordi che il giorno della settimana della crocifissione di Gesù è stato un venerdì. Per il calendario religioso ebraico il primo giorno dell'anno, 1 di Nisan, non può essere un venerdì. Dato che il 15 di Nisan ha lo stesso giorno della settimana dell'1, anche questo non può cadere di venerdì. Se ne deduce, quindi, che dei quattro vangeli quello di Giovanni sembra riportare le informazioni corrette e che quindi Gesù sia stato crocifisso il giorno 14 di Nisan. Tra gli anni 26 e 36, gli anni del mandato di Ponzio Pilato, vi sono solo i seguenti giorni in cui il 14 di Nisan è caduto di venerdì:
- il 15 aprile dell'anno 29 per il calendario giuliano;
- il 7 aprile dell'anno 30 per il calendario giuliano;
- il 3 aprile dell'anno 33 per il calendario giuliano;
- il 30 marzo dell'anno 36 per il calendario giuliano;

Delle tre date proposte dai biblisti soltanto due (7 aprile 30 e 3 aprile 33) sono dunque conformi alle indicazioni del Vangelo di San Giovanni.

## Cornice storica
I quattro vangeli canonici, gli Atti degli Apostoli, lo storico ebreo contemporaneo Giuseppe Flavio e il più tardo storico romano Tacito concordano nel porre la morte di Gesù in concomitanza con l'amministrazione di Ponzio Pilato. Vi è sostanziale accordo tra gli studiosi nel datare l'incarico di Pilato tra il 26 e il 36 (o inizio 37).
Secondo i vangeli la morte di Gesù viene collocata durante il sommo sacerdozio di Caifa, nell'esercizio del quale questi era coadiuvato dal suocero ex sommo sacerdote Anna. Il pontificato di Caifa è datato tra il 18 e il 36, sovrapposto dunque all'amministrazione di Pilato, mentre la data della morte di Anna non ci è nota.
Infine secondo il Vangelo di Luca Gesù fu inviato da Pilato a Erode Antipa che regnò sulla Galilea come vassallo dei Romani tra il 4 a.C. e il 39.
Dunque, in base ai riferimenti storici presenti nelle fonti, la morte di Gesù sarebbe avvenuta tra l'anno 26 e il 36.

## Indicazioni evangeliche generiche
In due passi evangelici si accenna all'età di Gesù, ma data la loro genericità non risultano utili ai fini di precise datazioni cronologiche.
- Lc3,23[7] riporta che Gesù aveva "circa trent'anni" quando iniziò il suo ministero. Secondo alcuni studiosi[chi?], l'indicazione potrebbe anche derivare dall'età alla quale iniziò a regnare il Re Davide (2Sam5,4[8]), ed essere funzionale all'identificazione messianica di Gesù che viene chiamato, oltre che "Re", "Re dei Giudei", "Re d'Israele", "Re dei Re", anche "Figlio di Davide".[Nota 2]
- in Gv8,56-58[9] alcuni interlocutori giudei rispondono a Gesù dicendo "Non hai ancora cinquant'anni, e hai visto Abramo?".

Ipotizzando la data di nascita di Gesù attorno al periodo 7-5 a.C. e ipotizzando il ministero tra il 28 e il 30 (vedi dopo), nella sua vita pubblica Gesù dovrebbe aver avuto all'incirca tra i 32 e i 37 anni, intervallo compatibile con i "circa trent'anni" e i "neanche cinquant'anni".

## Ministero di Gesù
È possibile restringere l'intervallo 26-36 sulla base delle informazioni evangeliche relative al ministero di Gesù.

### Inizio del ministero
Il versetto Lc3,1-2 è particolarmente prezioso in quanto rappresenta, all'interno dell'intero Nuovo Testamento, l'unico aggancio esplicito tra gli eventi narrati e la storia extra-biblica: colloca l'inizio del ministero di Giovanni Battista, immediatamente precedente a quello di Gesù, nel quindicesimo anno dell'imperatore Tiberio Giulio Cesare Augusto. Nonostante l'indicazione sia chiara, essa può essere variamente interpretata. Il computo degli anni del regno di Tiberio può essere stato fatto a partire dalla sua associazione al potere (nel 13), o dalla morte del predecessore Augusto (19 agosto 14), o dalla sua effettiva nomina imperiale da parte del senato (17 settembre 14). Il periodo tra queste date e il capodanno successivo può essere stato incluso nel computo come il primo dei quindici anni (sistema dell'anno di non accessione), oppure il computo può essere stato fatto a partire dal capodanno successivo (sistema dell'anno di accessione). A complicare la questione, nel medioriente dell'epoca erano adottati diversi calendari che avevano differenti capodanni: giuliano, 1º gennaio; siromacedone, 1º ottobre; egiziano, 29 agosto; giudaico, 1 nisan = marzo-aprile. In base a queste variabili, è virtualmente possibile collocare il quindicesimo anno citato da Luca tra il 26 e il 29.
Il dato può essere però ristretto sulla base di alcune considerazioni. I principali storici romani (Tacito, Svetonio, Dione Cassio), che si basavano sul calendario giuliano, contavano gli anni di Tiberio a partire dalla sua effettiva reggenza alla morte di Augusto, nel 14, ed è verosimile che Luca si sia adeguato alla storiografia grecoromana. In tal caso il quindicesimo anno di Tiberio, corrispondente all'inizio del ministero di Giovanni e al battesimo di Gesù, equivale al 1º gennaio - 31 dicembre 28. L'adozione del calendario siromacedone, meno probabile dati gli intenti storiografici di Luca, porta comunque a un periodo quasi equivalente, 1º ottobre 27 - 30 settembre 28.
La stessa data (28) circa l'inizio del ministero di Gesù può trovare (debole) conferma sulla base di Gv2,20. In occasione della purificazione del tempio, collocata da Giovanni all'inizio del ministero di Gesù (ma dai sinottici alla fine), il tempio di Gerusalemme viene detto "costruito in 46 anni". Il tempo verbale usato, l'aoristo, può essere inteso come un'azione ancora in corso (ma solitamente indica un'azione terminata da tempo, nel qual caso non sarebbe d'aiuto per datare l'evento evangelico). Secondo Giuseppe Flavio (Antichità giudaiche 15,11,1 par. 380), la costruzione del tempio di Gerusalemme fu iniziata da Erode il Grande nel diciottesimo anno del suo regno (20-19 a.C.), ma altrove lo stesso Giuseppe (Guerra giudaica 1,21,1 par. 401) parla di quindicesimo anno (23-22 a.C.). Ammettendo pertanto che l'evento sia accaduto all'inizio del ministero (cronologia giovannea, non sinottica), che l'azione di costruzione sia in corso (aoristo presente, non passato), che il computo parta dal 19 a.C. (Antichità giudaiche, non Guerra giudaica), i quarantasei anni di lavoro già svolto equivalgono al 28.

### Durata e fine del ministero

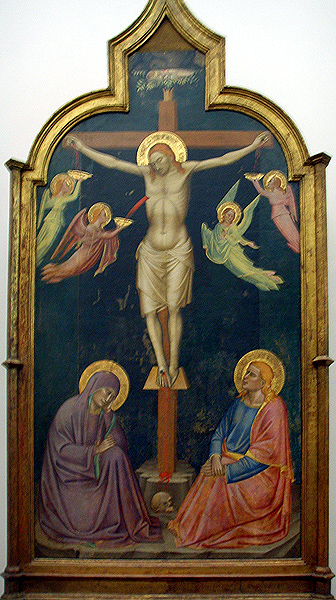
La Crocifissione, di Jacopo di Cione (Firenze, Galleria dell'Accademia)

La datazione dell'inizio del ministero di Gesù risulta di poca utilità per determinare la data della morte se non si conosce la durata del ministero.
Nei vangeli sinottici (Matteo, Marco, Luca) non vengono fornite indicazioni temporali che permettano di scandire il passare del tempo. Si può scorgere l'accenno a due (distinte?) primavere in Mc2,23, quando sono strappate spighe di grano maturo, e in Mc6,39, quando si accenna a erba verde, che unite alla Pasqua della morte possono suggerire tre primavere, dunque almeno due anni interi. Tuttavia è possibile che l'arco di tempo tra quei capitoli di Marco sia di pochi mesi. L'ipotesi di una durata pluriennale può essere confermata dal numero elevato di regioni e località menzionate nei vangeli durante il ministero di Gesù: è improbabile che tutto si sia svolto in un solo anno.
Il solo Vangelo di Giovanni accenna esplicitamente a tre pasque:
- la prima (del 28?) in Gv2,13-25[16], di poco successiva al battesimo di Gesù, in occasione della quale è collocata la purificazione del tempio;
- la seconda (del 29?) in Gv6,4[17] ;
- la terza (del 30?) è quella della morte di Gesù, da Gv11,55[18] in poi.

Ipotizzando che Giovanni non abbia tralasciato nessuna Pasqua, cosa ovviamente possibile (vedi Gv20,30;21,25), la predicazione di Gesù sarebbe quindi durata poco più di due anni. È possibile che la "festa dei Giudei" citata in Gv5,1 fosse la festa giudaica per eccellenza, la Pasqua, e in questo caso si aggiungerebbe un altro anno. Tuttavia l'analisi esegetica del testo giovanneo porta a ipotizzare che questa festa coincida con la seconda Pasqua: i passaggi tra 4,54 e 5,1 e 5,47 e 6,1 sono improvvisi, e questo può suggerire che il cap. 5 si trovasse in origine tra i cc. 6 e 7, oppure tra 7,14 e 7,15. In entrambi i casi la festa di 5,1 sarebbe la Pasqua di 6,4.
Assumendo pertanto come validi il dato circa l'inizio del ministero desumibile da Lc3,1 e Gv2,20 (28 d.C.), assumendo il dato delle tre Pasque accennate da Giovanni, assumendo che non sia stata tralasciata nessuna Pasqua, si può ipotizzare una datazione per la morte di Gesù alla vigilia della pasqua (14 Nisan) del 30, corrispondente (probabilmente, vedi dopo) al 7 aprile 30.
Bisogna notare che la seconda Pasqua non compare esplicitamente nei vangeli a differenza dell'ultima: Giovanni infatti scrive solamente che era 'vicina'.

## Ultima cena: le versioni dei sinottici e di Giovanni
Nel resoconto dei Vangeli vi è consenso circa il giorno settimanale della morte di Gesù, venerdì. Il consenso manca sull'indicazione del giorno annuale: mentre i sinottici suggeriscono (indirettamente) che sia il 15 Nisan (Pasqua ebraica), Giovanni fa riferimento alla vigilia della Pasqua, quindi al 14 Nisan.

### Cronologia sinottica: Gesù muore il giorno della Pasqua ebraica
I tre Vangeli sinottici (Matteo, Marco, Luca) affermano che Gesù con i suoi discepoli "mangiò la Pasqua" (cioè l'agnello pasquale del rito ebraico del Pesach, mangiato all'inizio - cioè la sera precedente - della giornata di festa) durante la cosiddetta "ultima cena" (Mt26,17-20;Mc14,12-17;Lc22,7-14). Dopo la cena seguì l'arresto e iniziò il processo che si concluse il giorno successivo (Mt27,1;Mc15,1;Lc22,66) con la morte di Gesù in croce.
Secondo quanto prescritto da Es12,1-14 il giudaismo ufficiale celebrava, e celebra tuttora, la cena pasquale alla sera del 14 (che ebraicamente rappresenta l'inizio del 15) del mese di Nisan. Gesù sarebbe quindi morto il giorno successivo, 15 Nisan, giorno della Pasqua ebraica.
Per i tre sinottici il giorno settimanale della morte era il venerdì:
- Matteo racconta la morte in croce, la sepoltura alla sera, e il giorno seguente "che è dopo la parasceve" (Mt27,62[27]), cioè "dopo la preparazione (al sabato)", cioè "dopo al venerdì", cioè "il sabato", la decisione di porre guardie al sepolcro.
- Marco racconta la morte in croce specificando che quel giorno era "la parasceve, cioè il pre-sabato", cioè venerdì (Mc15,42[28]).
- anche Luca racconta la morte in croce e la deposizione nel sepolcro nel giorno di parasceve, cioè venerdì (Lc23,54[29]).

### Cronologia giovannea: Gesù muore il giorno della preparazione della Pasqua ebraica
Come per i tre sinottici, anche per Giovanni il giorno settimanale della morte (Gv19,31) e della deposizione (Gv19,42) era la parasceve, cioè preparazione al sabato, cioè venerdì.
Anche Giovanni presenta la descrizione dell'ultima cena (Gv13,1-11), ma diversamente dai sinottici la cena non è descritta esplicitamente come il rito della Pasqua ebraica. Alla cena segue l'arresto e l'inizio del processo che continua la mattina seguente (Gv18,28) e che termina con la morte in croce. Il giorno della morte è descritto come quello precedente la Pasqua ebraica: sempre in Gv18,28 è specificato che la cena di Pasqua deve ancora essere consumata, e in Gv19,14, al culmine del processo e poco prima della crocifissione, è specificato che era il mezzogiorno (ora sesta) della "parasceve = preparazione della Pasqua".
L'affermazione che il giorno successivo alla morte era un grande sabato Gv19,31 viene ritenuta una conferma che quell'anno la Pasqua cadesse di sabato.
Secondo Giovanni pertanto Gesù è morto il giorno precedente la Pasqua ebraica, cioè secondo il calendario ebraico ufficiale il 14 Nisan, e non il 15 come si desumerebbe dai sinottici. 
Anche in merito all'ora in cui Gesù venne crocifisso, il Vangelo di Giovanni, riferendosi al mezzogiorno, si discosta di oltre tre ore dal sinottico Marco, che riporta la crocifissione alle 9 di mattina; per Sant'Agostino, non ci sarebbe incongruenza, poiché Marco vorrebbe indicare l'ora della sentenza e non della crocifissione, che si attesterebbe intorno a mezzogiorno ma gli esegeti del "Nuovo Grande Commentario Biblico" evidenziano che "la cronologia di Marco è in conflitto con quella di Gv19,14, secondo la quale Gesù venne condannato «circa all'ora sesta» (mezzogiorno)" e quindi venne crocifisso solo dopo tale condanna e la successiva salita al Calvario, mentre Marco fa riferimento alle 9 di mattina proprio per l'ora della crocifissione. Anche il teologo Raymond Brown ritiene che "le 9 del mattino di Marco e il mezzogiorno di Giovanni non possono essere riconciliati in nessuno dei modi provati. Entrambe le indicazioni possono essere teologiche; una può essere cronologica e l'altra teologica o liturgica; ma entrambe non possono essere esattamente cronologiche" e reputa storicamente più probabile l'indicazione temporale giovannea. Qualche copista, nei primi secoli, tentò di correggere l'incongruenza nel passo di Giovanni, mutando il riferimento temporale da "ora sesta", cioè mezzogiorno, a "ora terza", cioè le 9 di mattina, per renderlo omogeneo con il passo di Marco. 
Ancora gli esegeti del "Nuovo Grande Commentario Biblico" sottolineano che la discrepanza tra le due cronologie, giovannea e sinottica, "suscita notevoli problemi" e ritengono che sia corretta solo quella riportata da Giovanni - ovvero che Gesù morì il giorno prima, quello della Preparazione, e non durante la Pasqua come indicato dai sinottici - anche "perché è difficile pensare che i sommi sacerdoti e gli scribi si siano comportati così come fecero, il primo giorno di Pasqua"; di analogo parere sono lo storico John Dominic Crossan, tra i cofondatori del Jesus Seminar, e lo storico e teologo cristiano Rudolf Bultmann. Il teologo Raymond Brown osserva che "gli studiosi che preferiscono la cronologia di Giovanni rispetto a quella dei sinottici probabilmente costituiscono la maggioranza, questo a dispetto della tendenza dei loro avversari di citare il principio generale che uno non si possa aspettare un resoconto storico da Giovanni".

### Tentativi di armonizzazione
Di fronte alla incongruenza cronologica sinottici/Giovanni sono pertanto ipotizzabili 4 casi:
- Non sussiste alcuna incongruenza tra i vangeli sinottici e il testo giovanneo, in quanto la Pasqua ebraica, o Pesah, durava otto giorni. Il termine "pasqua" indicava non solo il 14 Nisan, ma anche l'intero periodo festivo comprendente anche la successiva festa dei pani non fermentati (azzimi); Gv18,28[44] si riferisce quindi a tale festa, durante la quale permaneva il rispetto per la purezza rituale.[45]  Inoltre, la parola "preparazione" poteva essere usata per riferirsi genericamente al venerdì. Di conseguenza, la "preparazione della Pesach", indicato da Giovanni come giorno della morte di Gesù, sarebbe da intendersi come "il venerdì della settimana Pasquale"[46]. Altri studiosi fanno però notare che la Pesach era più propriamente solo il secondo dei giorni della Festa degli Azzimi e che in questa accezione il giorno della preparazione della Pesach non può quindi coincidere con la Pesach stessa.[47]
- È corretta la cronologia sinottica. L'ultima cena era la cena pasquale ebraica tenuto quell'anno il giovedì sera e il giorno successivo, 15 Nisan, Pasqua ebraica, è morto Gesù. Giovanni sbaglia nel riportare la morte al 14 Nisan e lo fa probabilmente con l'intento simbolico-teologico di accomunare il sacrificio di Gesù a quello degli agnelli immolati nel tempio al momento della sua morte.
- È corretta la cronologia giovannea.[48] L'ultima cena non era la cena pasquale ebraica e Gesù è morto il giorno successivo, 14 Nisan, vigilia della pasqua. L'identificazione sinottica della cena col rito ebraico è una successiva elaborazione redazionale degli evangelisti che non rispecchia il reale andamento storico dei fatti.
- È corretta sia l'identificazione sinottica ultima cena - rito ebraico sia la notizia giovannea della morte alla vigilia di Pasqua. Gesù ha seguito per la cena un calendario (probabilmente quello farisaico) diverso da quello ufficiale del tempio (seguito dai sadducei), celebrandola prima della Pasqua ufficiale ebraica, ed è morto il giorno dopo, il 14 Nisan, vigilia della Pasqua ufficiale.[49][Nota 9] Nei resoconti evangelici gli eventi vengono presentati in una cronologia breve (dalla sera al pomeriggio successivo) per esigenze di semplificazione catechistica[50](vedi anche quanto avviene per la cronologia sinottica circa la durata del ministero). I passi sinottici che fanno ipotizzare l'ultima cena a ridosso della Pasqua ufficiale (Mc14,1;14,12;Lc22,7[51]) non si riferiscono alla Pasqua ufficiale ma a quella essena[52] oppure sono interpolazioni redazionali successive[53].

### Altre possibili armonizzazioni
Per risolvere la contraddizione sono state proposte diverse altre ipotesi.
Alcuni hanno ipotizzato che nell'anno della morte di Gesù vi fosse tra farisei e sadducei disaccordo circa l'inizio del mese di Nisan (evento secondo il calendario ebraico collegato alle fasi lunari) e dunque circa quale giorno dovesse essere il 15 Nisan (pasqua ebraica). Si arrivò al compromesso che i farisei, e Gesù con loro, celebrassero la cena pasquale il giovedì sera (cronologia sinottica), mentre i sadducei la celebrassero il venerdì sera (cronologia giovannea). L'ipotesi ha il difetto di non essere basata su nessuna fonte storica dell'epoca che testimoni tale dissidio.
Altri studiosi hanno ipotizzato dissidi simili tra altri gruppi giudei che avrebbero portato a differenti celebrazioni della Pasqua: galilei (cronologia sinottica) / giudei (cronologia giovannea); giudei della diaspora (cronologia sinottica) / giudei palestinesi (cronologia giovannea). Anche in questi casi le ipotesi non si fondano su fonti storiche.
Un'ipotesi che ha suscitato allo stesso tempo notevoli consensi e critiche è che Gesù abbia seguito per la cena il calendario liturgico degli Esseni. Testimoniato dal Libro dei Giubilei e da alcuni testi ritrovati a Qumran, questo calendario si differenziava dal calendario ebraico ufficiale ed era solare: l'anno era composto da 364 giorni, 52 settimane, e il giorno settimanale corrispondeva sempre a quello mensile. Nello specifico, secondo questo calendario la Pasqua ricorreva sempre di mercoledì. La cena pasquale degli Esseni, tenuta come per l'ebraismo ufficiale la sera precedente, era dunque sempre di martedì sera. In tale sera anche Gesù avrebbe tenuto l'ultima cena che, come testimoniato dai sinottici, era una cena pasquale. Secondo l'ipotesi la cena sarebbe stata priva dell'agnello pasquale, che veniva immolato nel tempio il giorno prima della Pasqua ufficiale (quell'anno, di venerdì), in quanto non era possibile mangiare carne né tantomeno uccidere animali all'interno del quartiere esseno. Dopo la cena Gesù fu arrestato e sarebbe stato processato tra il martedì sera e il venerdì, giorno della sua morte, che come testimoniato da Giovanni era il giorno precedente la Pasqua ebraica secondo il calendario ebraico ufficiale.
L'ipotesi della cena essena ha il pregio di conciliare i racconti di sinottici e Giovanni e garantisce un più ampio periodo di tempo per le audizioni e processi.
Il fatto che i quattro vangeli siano concordi nel condensare tutti gli eventi della passione nell'arco di poco più di mezza giornata (dall'arresto nella sera alla morte nel pomeriggio seguente) sarebbe dovuto a una semplificazione per motivi catechistici.
Adottando questa "cronologia lunga" svaniscono le incongruenze segnalate sopra, in particolare circa le norme dei processi capitali. Tuttavia sorgono altre incongruenze:
- non è chiaro perché Gesù avrebbe dovuto seguire un calendario diverso da quello ufficiale;
- si creerebbe un vuoto temporale nella narrazione degli evangelisti, di solito molto precisi nel fornire i dettagli (ad esempio: dove avrebbe trascorso Gesù le notti del mercoledì e del giovedì?)[59];
- in Mc14,12[60] e Lc22,7[61] si parla esplicitamente di immolazione dell'agnello pasquale nel giorno dell'ultima cena: secondo l'ipotesi della cena essena l'immolazione ufficiale nel tempio dovrebbe aver avuto luogo, in accordo con Giovanni, quando Gesù era già in croce. È possibile però ipotizzare un'immolazione 'privata', tenuta dagli Esseni il martedì, ma quest'ipotesi è discutibile, perché secondo alcune fonti storiche gli Esseni non sacrificavano animali[62]. Un'altra possibilità, considerata da John Paul Meier, è che questi passi siano stati aggiunti successivamente al racconto originario[53];
- in Mc14,1[63] la decisione di arrestare Gesù è presa "due giorni prima della pasqua" (ufficiale?), mentre secondo l'ipotesi due giorni prima della pasqua Gesù era già stato arrestato.

Joseph Ratzinger non ritiene impossibile a priori che Gesù possa avere seguito il calendario esseno, però fa osservare che non ci sono elementi sufficienti per poterlo affermare con certezza. L'ipotesi di Meier circa un'aggiunta posteriore dei passi Mc14,12 e Lc22,7 gli sembra artificiosa. Egli concorda però con Meier che anziché cercare di conciliare a tutti i costi le due versioni è meglio scegliere una di esse e ritiene che la cronologia di Giovanni sia più attendibile: Gesù è morto il giorno precedente alla Pasqua, che quell'anno cadeva di sabato. Ratzinger sottolinea inoltre che nel racconto vero e proprio dell'ultima cena nei sinottici non si descrive un rito pasquale, cosa che non c'è neanche nel racconto di Giovanni; questo fa pensare che non si sia trattato di una cena pasquale vera e propria, ma di una cena conviviale di commiato di Gesù dai suoi discepoli.
Gli esegeti curatori del "Nuovo Grande Commentario Biblico" ritengono che i "tentativi di armonizzare le due tradizioni, sostenendo che la versione giovannea seguiva un calendario esseno, secondo il quale la Pasqua iniziava al martedì sera e che il processo a Gesù era durato più di due giorni, non hanno nessuna conferma nella narrazione" e sottolineano come invece l'ipotesi più verosimile sia che le fonti della comunità giovannea differissero da quelle dei sinottici, riportando che "Gesù era stato crocifisso il venerdì 14 di Nisan, il giorno prima della Pasqua".

### Altre critiche

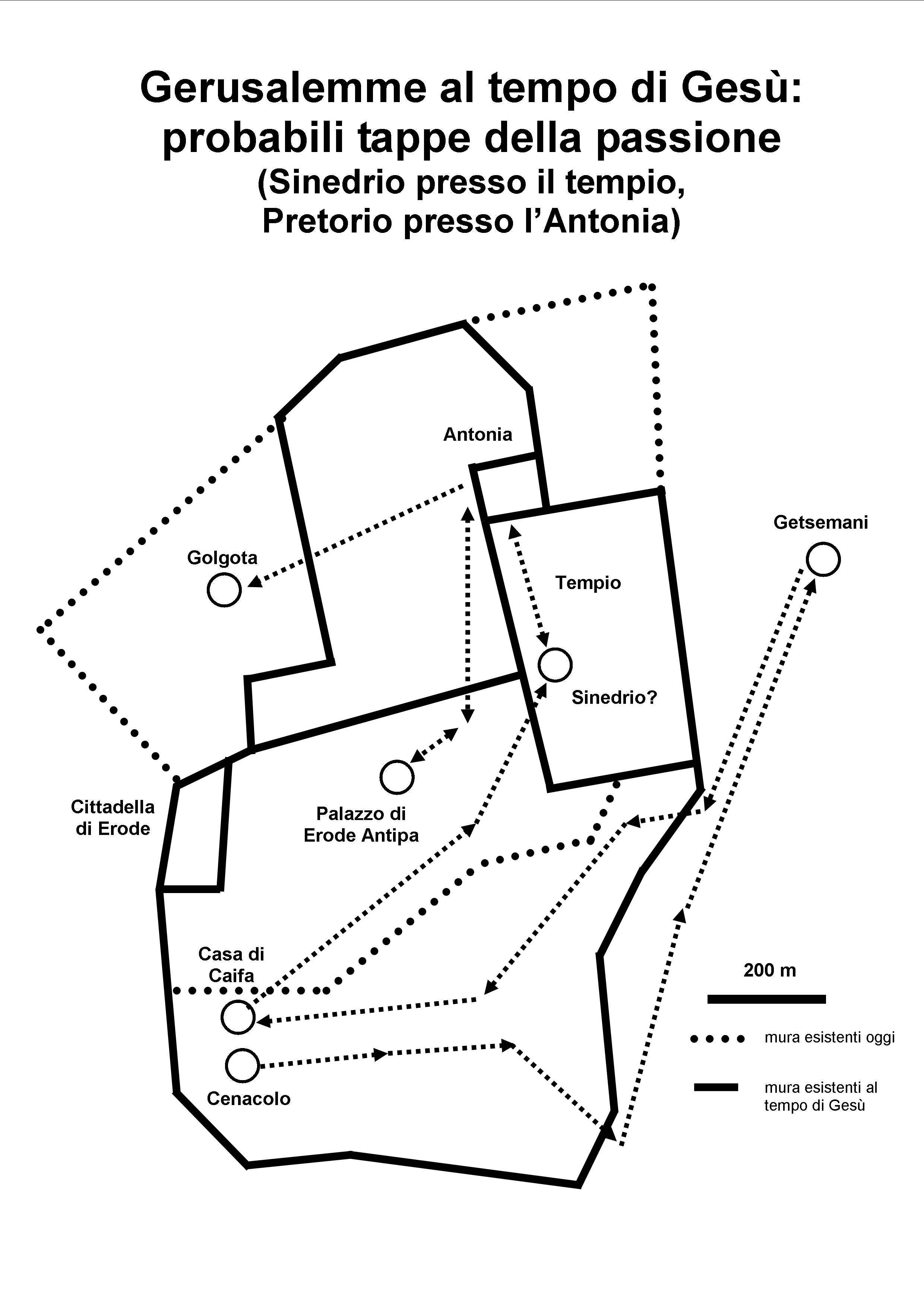
Probabili tappe del processo e della passione di Gesù (Sinedrio presso il tempio, Pretorio presso l'Antonia).

I racconti della cena e della passione successiva, per come sono presentati nei vangeli, hanno sollevato numerosi interrogativi.
- i quattro vangeli sono concordi nel collocare tutti gli eventi della passione in un arco di tempo inferiore alle 24 ore, tra il giovedì sera e il venerdì pomeriggio. Data la complessità degli eventi (cena, arresto, processo al sinedrio, processo da Pilato, invio da Erode Antipa, episodio di Barabba, maltrattamenti vari, flagellazione, viaggio al calvario, crocifissione) alcuni pensano che è improbabile che tutto si sia svolto così in fretta. Per i fautori della storicità dei Vangeli ciò invece è possibile, dato che le distanze da percorrere non erano grandi: il cenacolo era poco distante dalla casa di Caifa, che a sua volta era abbastanza vicina al Tempio; il Pretorio dove stava Pilato era proprio a fianco del Tempio e il palazzo di Erode Antipa distava solo cento passi dal Pretorio. Inoltre è presumibile che la seduta mattutina del Sinedrio sia stata brevissima e si sia limitata a ratificare le decisioni prese dai capi dei sacerdoti nella precedente riunione notturna[67].
- secondo i sinottici la crocifissione, invocata dal popolo, sarebbe accaduta nel giorno di Pasqua, ma la cosa era improbabile data la solennità della festa[59]; inoltre è in contraddizione con l'intento delle autorità, riportato nel Vangelo di Marco (Mc14,2[68]).
- Secondo la Mishnah (trattato Betza 5,2; trattato Sanhedrin 4,1) erano vietate le sedute del sinedrio in un giorno di festa e nel suo giorno preparativo, la sentenza capitale doveva essere emessa di giorno, non di notte, e confermata in una seconda seduta, le riunioni dovevano essere tenute nella sede ufficiale all'interno del tempio e non nella casa del sommo sacerdote: tutte indicazioni che non sarebbero state rispettate nel processo come è descritto dai vangeli[69]. In base a queste considerazioni, il processo di Gesù condotto dagli ebrei dovrebbe essere ritenuto non valido[70]. La versione a noi pervenuta della Mishnah risale a circa il 200 d.C. (quando fu messa per iscritto dal rabbino Judah haNasi), precedentemente esisteva una versione orale; alcuni studiosi hanno ipotizzato che questi divieti della Mishnah (elaborati dai farisei) non possano essere applicati al processo di Gesù (avvenuto due secoli prima) e che a quell'epoca fosse in vigore un codice penale di impostazione sadducea, che non ci è pervenuto[71]. David Flusser, un professore dell'Università di Gerusalemme, ritiene invece i Vangeli non riportino un vero e proprio processo da parte del supremo consiglio religioso degli ebrei, ma un interrogatorio condotto dal partito dei capi dei sacerdoti allo scopo di raccogliere elementi contro Gesù per sottoporli poi a Pilato; i responsabili della sua condanna sarebbero quindi solo gli esponenti dell'aristocrazia religiosa e non tutto il popolo ebraico[72].

## Anno e giorno della morte
Sulla base delle indicazioni evangeliche sulla morte, seppure contraddittorie (14/15 Nisan), è possibile ipotizzare il giorno e l'anno della morte di Gesù corrispondente all'odierno universale calendario giuliano-gregoriano.
La conversione data ebraica/data giuliana-gregoriana non è tuttavia immediata. All'epoca di Gesù il calendario ebraico ufficiale era lunare e non esistevano effemeridi lunari ufficiali: il nuovo mese lunare (p.es. Nisan) era proclamato la sera del ventinovesimo giorno del mese precedente se due testimoni attendibili erano in grado di attestare, alla commissione per il calendario di Gerusalemme, di aver visto la luce della nuova luna dopo il tramonto. La dichiarazione dipendeva pertanto da fattori soggettivi e poteva essere ostacolata da fattori oggettivi come nuvole, pioggia, polvere. Inoltre per adattare il calendario ufficiale lunare a quello effettivo solare di quando in quando si doveva proclamare il cosiddetto "anno intercalare" o "anno embolismico", in cui veniva aggiunto alla fine dell'anno un mese intercalare chiamato II Adar (cfr. quanto avviene per il nostro calendario col 29 febbraio). Gli anni embolismici erano all'incirca ogni tre anni, e la durata del II Adar (29 o 30 giorni) andava determinata di volta in volta. Visto che non esistono resoconti ebraici ufficiali dell'epoca circa i vari adattamenti del calendario, non possiamo conoscere con assoluta certezza la corrispondenza tra data ebraica/data giuliana.
Ammettendo che i dati evangelici siano validi, ammettendo a livello del tutto ipotetico, seppure verosimile, che il calendario ufficiale ebraico seguisse le effettive fasi lunari che possiamo agevolmente ricostruire grazie a calcoli astronomici, le date possibili per la morte di Gesù, nelle quali il venerdì cade di 14 o 15 Nisan, all'interno dell'intervallo di tempo dell'amministrazione di Pilato (26-36 d.C.) e dopo il quindicesimo anno di Tiberio (28 d.C.), risultano essere:
- cronologia sinottica (15 Nisan): venerdì 27 aprile 31. Questa opzione non gode di largo consenso, ponendo processo ed esecuzione nel giorno festivo di Pasqua;
- cronologia giovannea e ipotesi della "cena essena" (14 Nisan): venerdì 7 aprile 30, oppure venerdì 3 aprile del 33.

La data del 7 aprile 30 risulta in accordo con l'ipotesi dell'inizio del ministero nel 28 e con gli accenni in Giovanni delle tre pasque. Su questa data converge l'opinione dei principali studiosi cristiani. L'ipotesi del 31 o del 33 implica che Giovanni abbia tralasciato di riportare l'accenno relativo a un'altra o ad altre tre pasque.

## La Sindone
Secondo i ricercatori americani Alan e Mary Whanger l'anno di morte di Gesù sarebbe da fissare al 30 in base ai loro studi sulla Sindone di Torino, che la tradizione cattolica ritiene essere il lenzuolo funebre di Gesù. Da un lato, essi ritengono di avere identificato sulla Sindone l'impronta di due monete coniate da Ponzio Pilato nel 29: la morte di Gesù non potrebbe quindi essere anteriore a tale data.
Dall'altro lato, essi ritengono che un canone artistico diffuso tra il I e il III secolo nell'area mesopotamica sia direttamente riconducibile all'immagine di Gesù sulla Sindone, che ne sarebbe stato il modello. Il primo esempio di tale canone è un altorilievo raffigurante Zeus trovato nella città di Dura-Europos, risalente al 31 (l'anno è certo in quanto compare sull'iscrizione). È il caso di notare che Dura-Europos si trova sulla strada che collega Gerusalemme a Edessa, dove, secondo l'ipotesi di diversi storici, la Sindone sarebbe stata custodita nei primi secoli.
Considerando che è improbabile che la Sindone (o un'immagine copiata da essa) abbia raggiunto Dura-Europos in solo pochi mesi dalla morte di Gesù, si deve ritenere che quest'ultima sia avvenuta prima del 31; l'unica data possibile, in base alle considerazioni calendariali sopra esposte, sarebbe dunque quella del 7 aprile 30.
Si deve notare, tuttavia, che l'autenticità della Sindone è controversa, e gli studi degli Whanger in particolare sono contestati da diversi studiosi.

### Riferimenti
1. 1 2  Poi lo crocifissero e si divisero le sue vesti, tirando a sorte su di esse quello che ciascuno dovesse prendere. Erano le nove del mattino quando lo crocifissero ( Mc15,24-25, su laparola.net.).
2. 1 2  Era la Preparazione della Pasqua, verso mezzogiorno. Pilato disse ai Giudei: «Ecco il vostro re!». Ma quelli gridarono: «Via, via, crocifiggilo!». [...] Allora lo consegnò loro perché fosse crocifisso. Essi allora presero Gesù ed egli, portando la croce, si avviò verso il luogo del Cranio, detto in ebraico Gòlgota, dove lo crocifissero e con lui altri due, uno da una parte e uno dall'altra, e Gesù nel mezzo ( Gv19,14-18, su laparola.net.).
3. ↑  Bart Ehrman, Il Nuovo Testamento, Carocci Editore, 2015, p. 87-90, ISBN 978-88-430-7821-9.
4. 1 2  Bart D. Ehrman, Jesus Interrupted - Revealing the Hidden Contradictions in the Bible, HarperCollins Publishers, 2009, p. 27, ISBN 978-0-06-186327-1.
5. 1 2  Bruce Metzger e Bart Ehrman, Il testo del Nuovo Testamento, Paideia Editrice, 2013, p. 231, ISBN 978-88-394-0853-2.
6. ↑  Meier, p. 356.
7. ↑   Lc3,23, su La Parola - La Sacra Bibbia in italiano in Internet.
8. ↑   2Sam5,4, su La Parola - La Sacra Bibbia in italiano in Internet.
9. ↑   Gv8,56-58, su La Parola - La Sacra Bibbia in italiano in Internet.
10. ↑   Lc3,1-2, su La Parola - La Sacra Bibbia in italiano in Internet.
11. ↑  Meier, p. 359.
12. ↑  Meier, p. 377.
13. ↑   Gv2,20, su La Parola - La Sacra Bibbia in italiano in Internet.
14. ↑   Mc2,23, su La Parola - La Sacra Bibbia in italiano in Internet.
15. ↑   Mc6,39, su La Parola - La Sacra Bibbia in italiano in Internet.
16. ↑   Gv2,13-25, su La Parola - La Sacra Bibbia in italiano in Internet.
17. ↑   Gv6,4, su La Parola - La Sacra Bibbia in italiano in Internet.
18. ↑   Gv11,55, su La Parola - La Sacra Bibbia in italiano in Internet.
19. ↑   Gv20,30;21,25, su La Parola - La Sacra Bibbia in italiano in Internet.
20. ↑   Gv5,1, su La Parola - La Sacra Bibbia in italiano in Internet.
21. ↑  Vedi Bibbia TOB, nota a Gv 5,1.
22. ↑   Lc3,1, su La Parola - La Sacra Bibbia in italiano in Internet.
23. ↑   Gv2,20, su La Parola - La Sacra Bibbia in italiano in Internet.
24. ↑   Mt26,17-20;Mc14,12-17;Lc22,7-14, su La Parola - La Sacra Bibbia in italiano in Internet.
25. ↑   Mt27,1;Mc15,1;Lc22,66, su La Parola - La Sacra Bibbia in italiano in Internet.
26. ↑   Es12,1-14, su La Parola - La Sacra Bibbia in italiano in Internet.
27. ↑   Mt27,62, su La Parola - La Sacra Bibbia in italiano in Internet.
28. ↑   Mc15,42, su La Parola - La Sacra Bibbia in italiano in Internet.
29. ↑   Lc23,54, su La Parola - La Sacra Bibbia in italiano in Internet.
30. ↑   Gv19,31, su La Parola - La Sacra Bibbia in italiano in Internet.
31. ↑   Gv19,42, su La Parola - La Sacra Bibbia in italiano in Internet.
32. ↑   Gv13,1-11, su La Parola - La Sacra Bibbia in italiano in Internet.
33. ↑   Gv18,28, su La Parola - La Sacra Bibbia in italiano in Internet.
34. ↑   Gv18,28, su La Parola - La Sacra Bibbia in italiano in Internet.
35. ↑   Gv19,14, su La Parola - La Sacra Bibbia in italiano in Internet.
36. ↑   Gv19,31, su La Parola - La Sacra Bibbia in italiano in Internet.
37. ↑   S. Agostino commento vangelo di Gv omelia 117, su augustinus.it.
38. ↑  Raymond E. Brown, Joseph A. Fitzmyer, Roland E. Murphy, Nuovo Grande Commentario Biblico, Queriniana, 2002, p. 819, ISBN 88-399-0054-3.
39. ↑  Raymond E. Brown, The Death of the Messiah Vol. 2, Anchor Yale Bible, 2010, pp. 958-960, ISBN 978-0-300-14010-1.
40. ↑  Raymond E. Brown, Joseph A. Fitzmyer, Roland E. Murphy, Nuovo Grande Commentario Biblico, Queriniana, 2002, pp. 815, 1274, ISBN 88-399-0054-3.
41. ↑  John Dominic Crossan, Who killed Jesus?, HarperOne, 1995, p. 100, ISBN 978-0-06-061480-5.
42. ↑  Rudolf Bultmann, History of the Synoptic Tradition, Hendrickson Publisher, 1963, pp. 263-266, ISBN 1-56563-041-6.
43. ↑  Raymond E. Brown, The Death of the Messiah Vol. 2, Anchor Yale Bible, 2010, pp. 1238, 1350-1360, ISBN 978-0-300-14010-1.
44. ↑   Gv18,28, su La Parola - La Sacra Bibbia in italiano in Internet.
45. ↑  Alfred Edersheim, The Temple - Its Ministry and Services as they were at the time of Christ, 1874, pp. 184, 185, 186, 187.
46. ↑  The Gospel According to John by D.A. Carson 1991, p. 604, ISBN 0-85111-749-X.
47. ↑  Bart Ehrman, Jesus: apocalyptic prophet of the new millennium, Oxford University Press US, 1999, pp. 32-36, ISBN 0-19-512473-1.
48. ↑  Così Meier.
49. ↑  Giuseppe Ricciotti, Vita di Gesù Cristo, Mondadori, 1962.
50. ↑  Rinaldo Fabris, Gesù di Nazareth, 1983.
51. ↑   Mc14,1;14,12;Lc22,7, su La Parola - La Sacra Bibbia in italiano in Internet.
52. 1 2  Annie Jaubert, La date de la cène, Paris 1957.
53. 1 2  John Paul Meier, Un ebreo marginale. Ripensare il Gesù storico, Queriniana.
54. ↑  Vedi Hermann L. Strack; Paul Billerbeck, Kommentar zum Neuen Testament, vol. 2, 1956, pp. 812-853; Giuseppe Ricciotti, Vita di Gesù, 1941, par. 539 Archiviato il 6 marzo 2013 in Internet Archive..
55. ↑  Stanislas I. Dockx, Chronologies néotestamentaires et vie de l'église primitive, 1976, pp. 26-28.
56. ↑  Massey H. Shepherd, Are Both the Synoptics and John Correct about the Date of Jesus' Death?, in Journal of Biblical Literature, 80 (1961), pp. 123-132.
57. ↑  http://www.shroud.it/GIGLIO2.PDF
58. ↑  Rinaldo Fabris, Gesù di Nazareth, 1983, p. 404.
59. 1 2 3  Joseph Ratzinger, Gesù di Nazareth, vol. 2°, Rizzoli 2011.
60. ↑   Mc14,12, su La Parola - La Sacra Bibbia in italiano in Internet.
61. ↑   Lc22,7, su La Parola - La Sacra Bibbia in italiano in Internet.
62. ↑  Filone di Alessandria, Quod omnis probus liber.
63. ↑   Mc14,1, su La Parola - La Sacra Bibbia in italiano in Internet.
64. ↑   Mc14,12, su La Parola - La Sacra Bibbia in italiano in Internet.
65. ↑   Lc22,7, su La Parola - La Sacra Bibbia in italiano in Internet.
66. ↑  Raymond E. Brown, Joseph A. Fitzmyer, Roland E. Murphy, Nuovo Grande Commentario Biblico, Queriniana, 2002, p. 1274, ISBN 88-399-0054-3.
67. ↑  Padre Eusebio, Vita di Gesù, Antares, 2002.
68. ↑   Mc14,2, su La Parola - La Sacra Bibbia in italiano in Internet.
69. ↑  A. e J. Lémann, Valeur de l'assemblée qui prononça la peine de mort contre Jesus-Christ, Paris 1876.
70. ↑  G. Ravasi, Una sentenza da impugnare
71. ↑  C. Marucci, Diritto ebraico e condanna a morte di Gesù
72. ↑  David Flusser, Jesus, Morcelliana, 1997.
73. ↑  Vedi saggio riassuntivo dal sito christianismus.it.
74. ↑  Rinaldo Fabris, Gesù di Nazareth, Assisi 1983, pp. 400-404; Meier, p. 404.
75. ↑  Così Meier p. 405; Urbanus Holzmeister, Chronologia Vitae Christi, 1933, pp. 205-215; Josef Blinzler, Der Prozess Jesu, 1969, pp. 101-108; Eugen Ruckstuhl, Chronology of the Last Days of Jesus, 1965, pp. 1-9; S. Dockx, Chronologies néotestamentaires et vie de l'église primitive, 1976, pp. 9-10.28-19; Rinaldo Fabris, Gesù di Nazareth, 1983, p. 404.
76. ↑  Mary e Alan Whanger, The Shroud of Turin, An Adventure of Discovery, Providence House Publishers, Franklin, Tennessee (1998).